# بازی‌های مدیترانه ۱۹۷۵
بازی‌های مدیترانه ۱۹۷۵ (انگلیسی: 1975 Mediterranean Games) هفتمین دوره مسابقات بازی‌های مدیترانه است که از ۲۳ اوت تا ۶ سپتامبر ۱۹۷۵ در الجزیره، الجزایر برگزار شده است. این بازی‌ها با حضور ۲٬۴۴۴ ورزشکار از ۱۵ کشور انجام شده است.

## ورزش‌ها

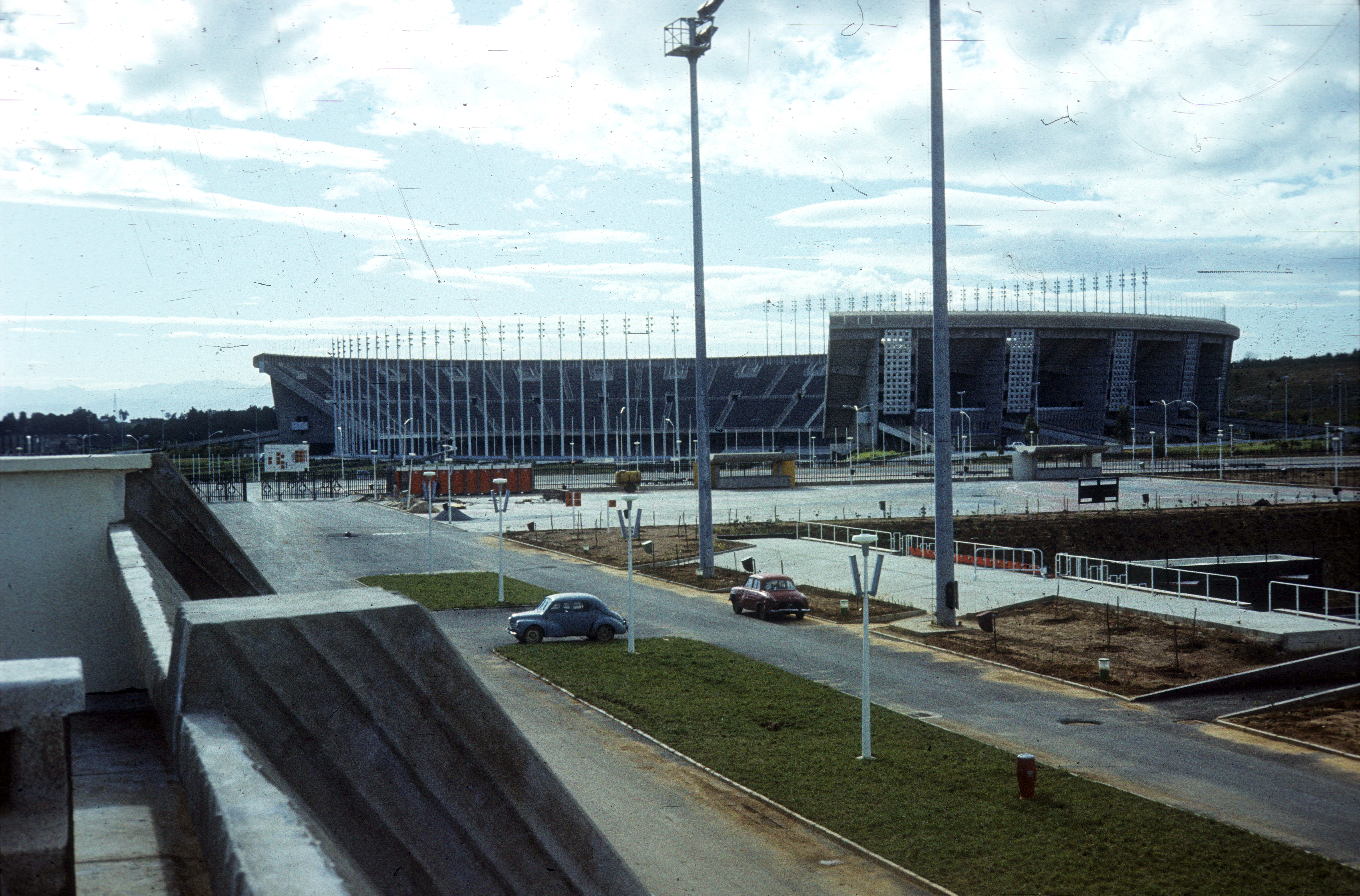
ورزشگاه ۵ ژوئیه ۱۹۶۲ میزبان بازی‌ها

- دو و میدانی (۳۱) (جزئیات)
- بسکتبال (۱) (جزئیات)
- بوکس (۱۱) (جزئیات)
- دوچرخه‌سواری (۶) (جزئیات)
- شمشیربازی (۴) (جزئیات)
- فوتبال (۱) (جزئیات)
- ژیمناستیک (۱۴) (جزئیات)
- هندبال (۱) (جزئیات)
- جودو (۶) (جزئیات)
- قایقرانی بادبانی (۳) (جزئیات)
- تیراندازی (۶) (جزئیات)
- شنا (۲۴) (جزئیات)
- تنیس روی میز  (جزئیات)
- تنیس (۲) (جزئیات)
- والیبال (۲) (جزئیات)
- واترپلو (۱) (جزئیات)
- وزنه‌برداری (۱۸) (جزئیات)
- کشتی (۲۰) (جزئیات)

## کشورهای شرکت‌کننده
- الجزایر (314)
- مصر (124)
- فرانسه (164)
- یونان (169)
- ایتالیا (269)
- لبنان (91)
- لیبی (40)
- مالت (29)
- موناکو (4)
- مراکش (198)
- اسپانیا (238)
- سوریه (177)
- تونس (123)
- ترکیه (204)
- یوگسلاوی (300)

## جدول مدال‌ها
*   کشور میزبان ( الجزایر)
| رتبه            | کشور            | طلا | نقره | برنز | مجموع |
| --------------- | --------------- | --- | ---- | ---- | ----- |
| ۱               | ایتالیا         | ۵۱  | ۴۰   | ۳۶   | ۱۲۷   |
| ۲               | فرانسه          | ۳۱  | ۲۵   | ۲۳   | ۷۹    |
| ۳               | یوگسلاوی        | ۲۴  | ۱۷   | ۲۳   | ۶۴    |
| ۴               | اسپانیا         | ۱۴  | ۲۷   | ۲۹   | ۷۰    |
| ۵               | ترکیه           | ۱۲  | ۱۱   | ۸    | ۳۱    |
| ۶               | یونان           | ۹   | ۱۲   | ۱۶   | ۳۷    |
| ۷               | مصر             | ۶   | ۱۲   | ۱۵   | ۳۳    |
| ۸               | الجزایر*        | ۴   | ۷    | ۹    | ۲۰    |
| ۹               | سوریه           | ۳   | ۲    | ۱۱   | ۱۶    |
| ۱۰              | تونس            | ۳   | ۲    | ۲    | ۷     |
| ۱۱              | لبنان           | ۳   | ۰    | ۱    | ۴     |
| ۱۲              | مراکش           | ۰   | ۴    | ۴    | ۸     |
| ۱۳              | لیبی            | ۰   | ۱    | ۲    | ۳     |
| مجموع (۱۳ کشور) | مجموع (۱۳ کشور) | ۱۶۰ | ۱۶۰  | ۱۷۹  | ۴۹۹   |